# 城東通り (甲府市)
城東通り（じょうとうどおり）は山梨県甲府市の通りである。

## 概要
甲府警察署前交差点から笛吹市石和町境界まで、甲府市街の東側半分を東西に結んでおり、全長は約5km、全線に渡り片側1車線である。
元々この道筋は江戸から甲府城下町に至る甲州街道の一部であり、甲府東部の石和宿（笛吹市石和町）から西進する甲州街道は甲府城下へ入り、高札場があり甲府城下町の政治的・経済的中心地でもある甲府柳町宿や八日町付近を通過し、甲府城下を抜けて西の韮崎宿（韮崎市）へ向かう。
現在城東通りと呼ばれる区間は甲府市内の甲州街道区間と完全に一致する。市街地を東西方向に横断する古くからの道路で、幅員が狭く線形も悪いにも関わらず、甲府と東京方面を結ぶ高速バスや、多くの路線バスの走る重要路線であり、渋滞が恒常化している。近代に入り国道20号に指定され、その後国道140号に路線名変更を経て、現在は全区間が国道411号に指定されている。

## 歴史的背景

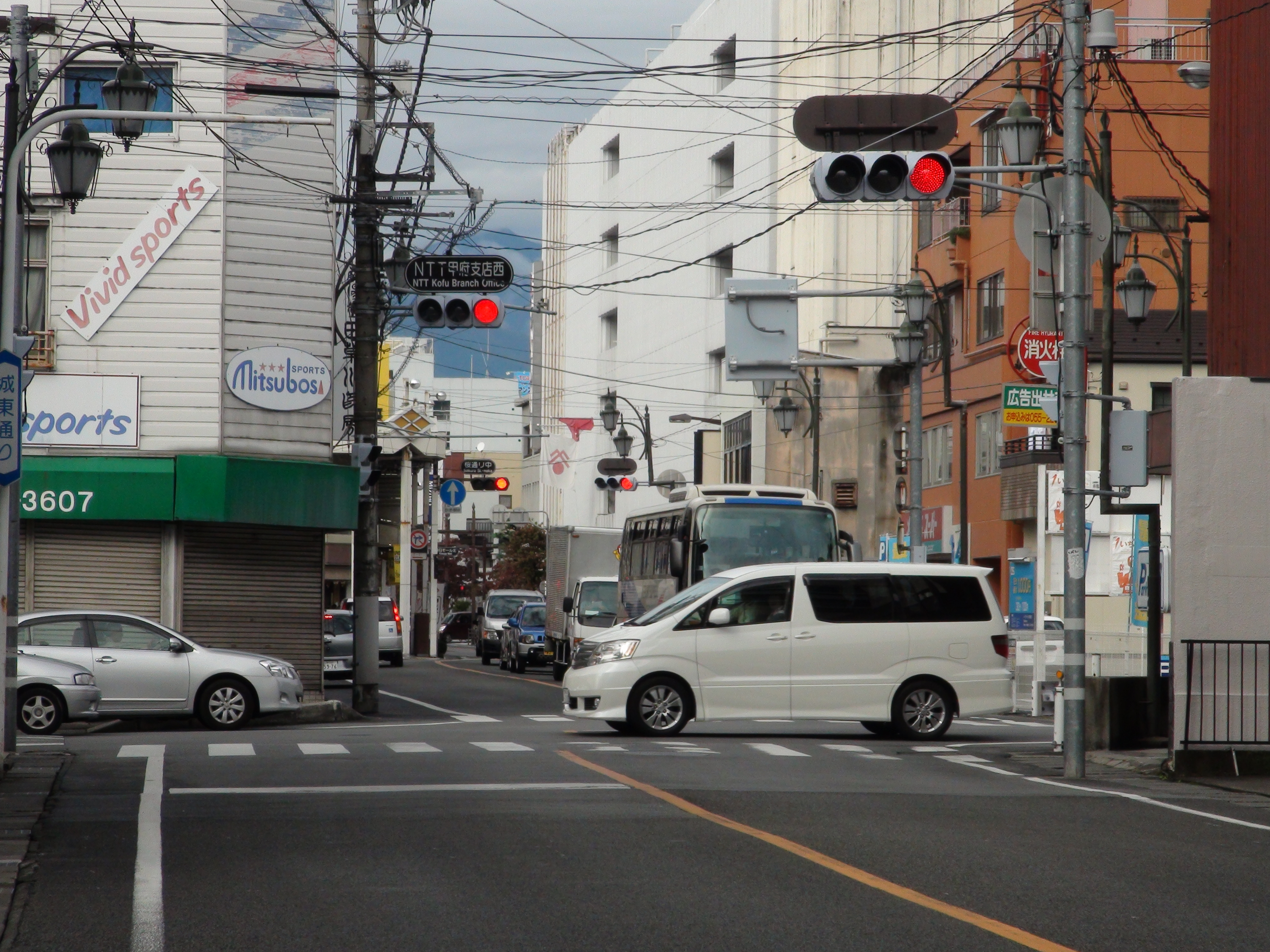
甲府市街地では筋違いと呼ばれる意図的に道路をずらした構造の箇所があり、一車線分の幅が交差点を挟んでずれている。画像は交差点改良前のNTT甲府支店西交差点。

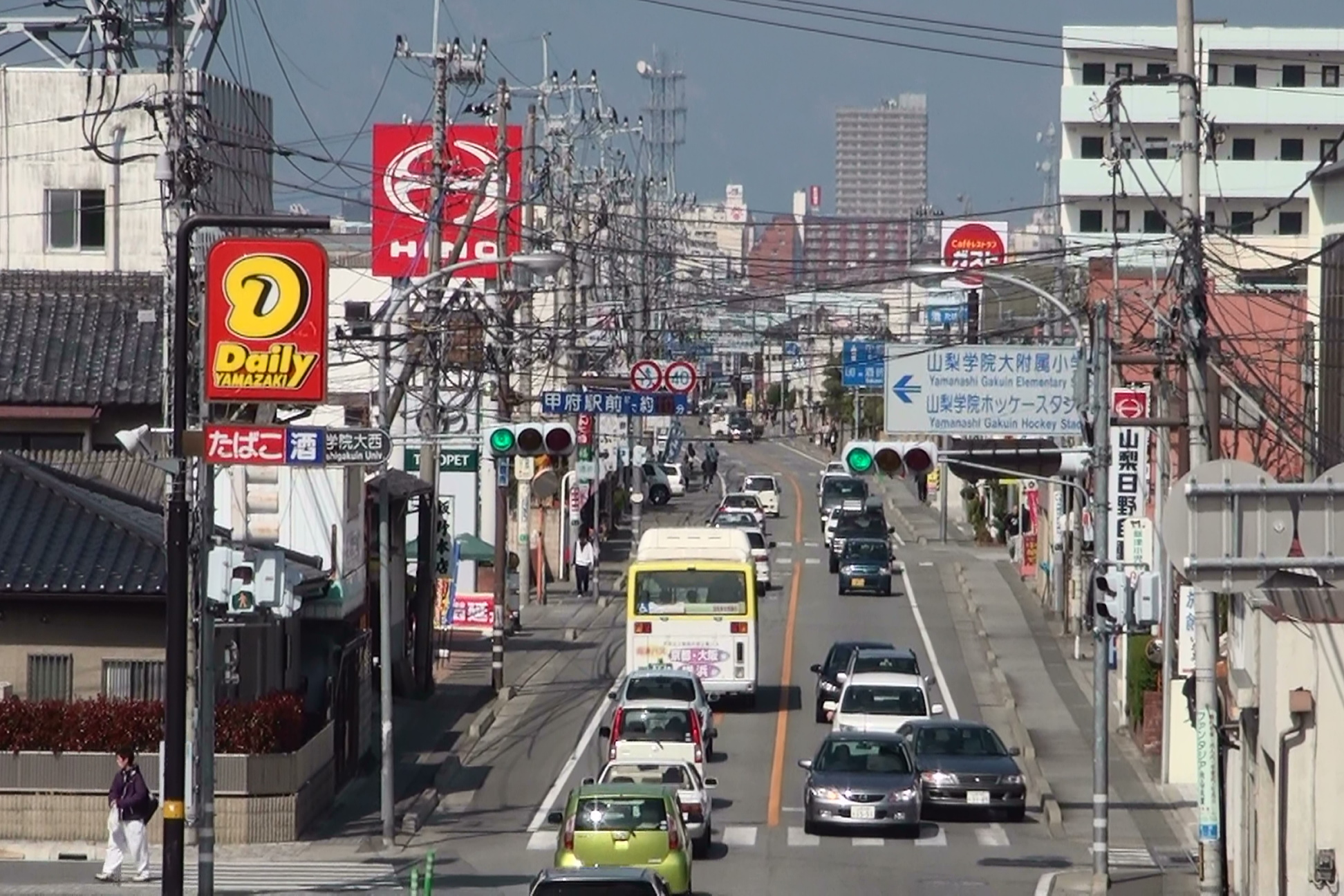
山梨学院大学付近から甲府市中心部方面を撮影。

名前の由来は、この通りが甲府城の東側に位置した、城の東であることによる。甲府市街と石和町を結ぶ古くからの幹線道路であり、明治から昭和初期にかけて、甲府と勝沼を結んでいた山梨馬車鉄道の併用軌道としても使用され、路面にはレールが敷設されていた。
甲州街道であったことから国道20号線の一部に指定されたが、元々城下町特有の外部からの進入を拒む設計の道路線形であり、現在でもかぎのてと呼ばれるクランク状の区間が2ケ所あるほか、交差部で道を意図的にずらして直進性を損なわせる筋違いと呼ばれる交差点がある。そのため、現在の車社会において著しく交通渋滞を誘発させる線形であるとして1971年（昭和46年）に甲府市街を南側に迂回する甲府バイパスが建設され 、城東通りは国道20号線から国道140号線へと路線名が変更された。更に昭和50年代末には国道140号線も別路線（和戸通り）が新たに建設されたため、2021年現在城東通りは国道411号線となっており、国道番号が3回も変更することとなった。
なお城東通りの南側に平行して4車線のバイパス道路である城東バイパスが建設中であり、東部市民センター南交差点と朝気一丁目北交差点の間の区間が供用されている。城東バイパスの全線開通後、将来的に城東通りは国道ではなくなる予定である。

城東通り経路を記入した空中写真。甲府市街地に大小2つのクランクがあることが分かる。この画像が撮影された1975年時点では、山の手通り、和戸通り、城東バイパスは無い。（1975年撮影の7枚より合成作成）。

## 沿道の主な施設
- 甲府市役所
- 山梨中央銀行本店
- 金手駅
- 甲府市立図書館
- 善光寺駅
- 酒折駅
- 山梨学院大学
- アリア・ディ・フィレンツェ